# Hypocacculus balux
Hypocacculus balux är en skalbaggsart som beskrevs av Reichardt 1932. Hypocacculus balux ingår i släktet Hypocacculus och familjen stumpbaggar. Inga underarter finns listade i Catalogue of Life.